# Ferrante Maddalena
Ferrante Maddalena (Gravina in Puglia, 1676 – Napoli, 1º aprile 1752) è stato un politico e letterato italiano.

## Biografia
Discendente di un'antica famiglia patrizia romana, fu il figlio del nobile Giustiniano Maddalena, cavallerizzo della regina Cristina di Svezia, trasferito a Gravina a seguito della famiglia Orsini, duchi di Gravina.
Ferrante Maddalena intraprese gli studi nella capitale, laureandosi in diritto con il celebre giurista Domenico Aulisio, e mostrandosi fin dall'inizio brillante per la diplomazia, le capacità critiche e la profonda cultura in tutte le dottrine.
La sua memoria fu così prodigiosa da conoscere a memoria gli scritti dello storico Tacito.
Fu in contatto ed amicizia con i più prestigiosi letterati dell'epoca: Pietro Giannone, Nicola Capasso, Giambattista Vico, Antonio Genovesi ed altri  
Fu inoltre amico del potente cardinale Francesco Antonio Fini e visse nella corte partenopea ricoprendo la carica di Primo Consigliere del re fino alla morte.
Il Consigliere Maddalena istituì inoltre il nipote Ferrante de Gemmis erede universale del suo vasto patrimonio e del cognome.
Morì il primo aprile 1752 e fu sepolto a Napoli nella Chiesa della Santissima Trinità dei Pellegrini, di cui era confratello. A lui è intestata una via di Gravina.